# О’Махони, Марк
Марк Джерема́я О’Ма́хони (англ. Mark Jeremiah O'Mahony; род. 14 января 2005) — ирландский футболист, нападающий английского клуба «Брайтон энд Хоув Альбион». В сезоне 2024/25 выступает за «Портсмут» на правах аренды.

## Клубная карьера
Выступал за молодёжные команды ирландских клубов «Карригалин Юнайтед» и «Корк Сити». В 2022 году дебютировал в основном составе «Корк Сити» и помог команде выиграть Первый дивизион.
В январе 2023 года перешёл в английский клуб «Брайтон энд Хоув Альбион». 10 апреля 2024 года подписал с клубом новый контракт до июня 2027 года. Три дня спустя, 13 апреля 2024 года, дебютировал в основном составе «Брайтон энд Хоув Альбион», выйдя на замену в матче Премьер-лиги против «Бернли».
В конце августа 2024 года отправился в сезонную аренду в клуб «Портсмут».

## Карьера в сборной
Выступал за сборные Ирландии до 16, до 17 лет, до 19 лет и до 21 года.